# Kimberley McLeod
Kimberley McLeod (nascida em 1987) é uma escritora, activista e empresária norte-americana. Ela é mais conhecida como a criadora da Elixher, uma plataforma de mídia e revista online focada em mulheres negras LGBTQ que operou em 2011-2017.

## Vida e carreira
McLeod começou a identificar-se como queer quando ainda era adolescente. Já adulta, trabalhou como redactora de Essence e People e trabalhou no GLAAD.
Ela inspirou-se para criar Elixher devido à falta de representação das mulheres negras LGBTQ na mídia tradicional. McLeod lançou o site em março de 2011 como um blog WordPress, enquanto ela também trabalhava como Directora de Comunicações da National Black Justice Coalition. O site ganhou seguidores e ela criou uma equipa de colaboradores. Uma versão digital do site, Elixher Magazine, estreou em abril de 2013. Em agosto de 2014, a revista foi lançada e disponível na versão impressa duas vezes por ano. Elixher encerrou a produção de novos conteúdos em 2017.

### Elogios
2014 - 40 under 40, The Advocate